# Sister Feelings Call
Sister Feelings Call je čtvrté / páté studiové album skotské rockové skupiny Simple Minds, vydané v září 1981 u vydavatelství Virgin Records. Jeho producentem byl Steve Hillage a bylo nahráno i vydáno ve stejnou dobu jako Sons and Fascination a později byla obě alba prodávána dohromady jako jedno dvojalbum.

## Seznam skladeb
| Pořadí | Název                      | Délka |
| ------ | -------------------------- | ----- |
| 1.     | Theme for Great Cities     | 5:50  |
| 2.     | The American               | 3:49  |
| 3.     | 20th Century Promised Land | 4:53  |
| 4.     | Wonderful in Young Life    | 5:20  |
| 5.     | League of Nations          | 4:55  |
| 6.     | Careful in Career          | 5:08  |
| 7.     | Sound in 70 Cities         | 5:01  |

## Obsazení
- Jim Kerr – zpěv
- Charlie Burchill – kytara
- Derek Forbes – baskytara
- Brian McGee – bicí, perkuse
- Mick MacNeil – klávesy